# Sam Zimbalist
Sam Zimbalist (Kíiv, 31 de març de 1901 - Roma, 4 de novembre de 1958) va ser un productor i editor de cinema estatunidenc nascut a l'Imperi Rus. Nascut en una família jueva ucraïnesa, va arribar als Estats Units l'agost de 1914.
Va començar la seva carrera als 16 anys com a noi d'oficina de Richard A. Rowland, que era president de Metro Metro Studios, i va estudiar muntatge de pel·lícules. Va començar a fer una mica d'edició en el seu temps lliure quan les pel·lícules havien de ser retallades per complir els requisits de censura. Va fer amistat amb l'actriu Al·la Nazímova que estava sota contracte de la Metro i li va comentar el seu desig de ser muntador. El 1920 el va convidar a Hollywood per convertir-se en segon assistent de muntatge de les seves pel·lícules. El 1923, quan va acabar el contracte de Nazímova amb la Metro, va tornar amb ella a Nova York on es va convertir en el seu assistent de direcció d'escena a Broadway.
El 1924, Zimbalist va tornar a Los Angeles buscant feina al cinema. Metro pictures s'havia fusionat amb l'empresa de Sam Goldwyn per convertir-se en la Metro-Goldwyn-Mayer. Zimbalist va anar a treballar per a ells com a muntador assistent i aviat va arribar a ser muntador complet. Va editar la versió de 1925 d' The Wizard of Oz. Entre les pel·lícules que va editar a la MGM hi havia While the City Sleeps de Lon Chaney (1928), Alias Jimmy Valentine (1928), la primera pel·lícula sonora de l'estudi, i The Broadway Melody (1929), el primer musical sonor.
Va ser ascendit a assistent de productor el 1929 treballant per a Hunt Stromberg i es va convertir en productor pel seu compte el 1936 amb Married Before Breakfast.
Va produir pel·lícules com Thirty Seconds Over Tokyo (1944), la història dels Doolittle Raiders, Les mines del rei Salomó (1950) i Quo Vadis (1951). En les dos últimes van rebre nominacions als Oscar a la millor pel·lícula. Quo Vadis va ser la segona pel·lícula més taquillera de MGM en aquell moment, darrere de Allò que el vent s'endugué i la pel·lícula més rendible de MGM de l'època amb lloguers mundials de 23 milions de dòlars amb un cost de 7 milions de dòlars. Basat en l'èxit de Quo Vadis, va ser nomenat productor de la producció més elaborada de la MGM fins aquell moment, l'èpica Ben-Hur de 1959.
Zimbalist es va desmaiar sobtadament d'un atac de cor al plató a Roma, durant el rodatge de Ben-Hur. El van portar a la seva vila on va morir.
Va ser enterrat al Hillside Memorial Park a Culver City. Va rebre un Oscar pòstum per la pel·lícula i segueix sent l'única persona que mai ha rebut un premi pòstum a la millor pel·lícula. El seu Oscar va ser acceptat per la seva dona Mary Zimbalist, que va fer un discurs en honor al seu difunt marit. Ben-Hur va ser fins i tot més rendible que Quo Vadis convertint-se en la segona pel·lícula més taquillera de MGM en aquell moment (de nou, darrere de Allò que el vent s'endugué) fent de Zimbalist el productor de la segona i tercera pel·lícula més taquillera de l'estudi. Va deixar una propietat de 500.000 dòlars.
Es va casar amb Margaret C. Donovan el 1924 de la que es va divorciar l'any 1950. Aleshores, Zimbalist es va casar amb Mary Taylor, una antiga model de moda i actriu, el 1952.

## Filmografia

### Muntador
- 1925: The Wizard of Oz de Larry Semon
- 1925: The Dome Doctor de Larry Semon
- 1925: The Cloudhopper
- 1927: Johnny Get Your Hair Cut de B. Reeves Eason i Archie Mayo
- 1927: The Bugle Call d'Edward Sedgwick
- 1927: Foreign Devils de W. S. Van Dyke
- 1927: Buttons de George W. Hill
- 1928: Baby Mine de Robert Z. Leonard
- 1928: The Smart Set de Jack Conway
- 1928: Diamond Handcuffs de John P. McCarthy
- 1928: The Adventurer
- 1928: While the City Sleeps de Jack Conway
- 1928: Alias Jimmy Valentine de Jack Conway
- 1929: The Broadway Melody d'Harry Beaumont
- 1929: Our Modern Maidens de Jack Conway

### Productor
- 1936: La fuga de Tarzan (Tarzan Escapes) de Richard Thorpe
- 1937: Married Before Breakfast d'Edwin L. Marin
- 1937: London by Night de Wilhelm Thiele
- 1937: Navy Blue and Gold de Sam Wood
- 1938: Paradise for Three d'Edward Buzzell
- 1938: The Crowd Roars de Richard Thorpe
- 1939: Tarzan i el seu fill (Tarzan Finds a Son!) de Richard Thorpe
- 1939: Lady of the Tropics de Jack Conway
- 1939: These Glamour Girls de S. Sylvan Simon
- 1940: Boom Town de Jack Conway
- 1942: Tortilla Flat de Victor Fleming
- 1944: Thirty Seconds Over Tokyo de Mervyn LeRoy
- 1945: Adventure de Victor Fleming
- 1947: Killer McCoy de Roy Rowland
- 1950: Side Street d'Anthony Mann
- 1950: Les mines del rei Salomó (King Solomon's Mines) de Compton Bennett i Andrew Marton
- 1951: Quo Vadis de Mervyn LeRoy
- 1951: Too Young to Kiss de Robert Z. Leonard
- 1953: Mogambo de John Ford
- 1954: Beau Brummell de Curtis Bernhardt
- 1956: Tribute to a Bad Man de Robert Wise
- 1956: The Catered Affair de Richard Brooks
- 1957: The Barretts of Whimpole Street de Sidney Franklin
- 1958: I Accuse! de José Ferrer
- 1959: Ben-Hur de William Wyler